# Косевич Арнольд Маркович
Арнольд Маркович Косе́вич (нар. 7 липня 1928, Тульчин — пом. 10 березня 2006, Харків) — український фізик-теоретик, доктор фізико-математичних наук з 1963 року, професор з 1967 року; член-кореспондент НАН України. Брат фізика Вадима Косевича.

## Біографія
Народився 7 липня 1928 року в місті Тульчині (тепер Вінницька область, Україна). 1951 року закінчив Харківський університет.
У 1953–1954 роках працював у Харківському політехнічному інституті; у 1954–1957 роках — Чернівецькому університеті; у 1957–1974 роках — Харківському фізико-технічному інституті: старший науковий співробітник, з 1967 року — начальник лабораторії кристалічного стану. У 1974–2006 роках у Фізико-технічному інституті низьких температур НАНУ у Харкові: завідувач відділу теорії властивостей біологічних молекул, від 1986 року — відділу квантової теорії та нелінійної динаміки макроскопічних систем; з 2003 року — головний науковий співробітник. Одночасно у 1964–1972 роках — у Харківському університеті: від 1965 року — професор кафедри теоретичної фізики.  Співавтор відкриття квантового розмірного ефекту .  Помер у Харкові 10 березня 2006 року.

## Наукова діяльність
Основні наукові праці стосуються теорії металів, теорії неідеальних кристалів, нелінійної теорії упорядкованих систем та біополімерів. Розробив сучасну динаміку та дифузійну кінетику дислокацій в кристалах. Спільно з І. М. Ліфшицем у 1954 році теоретично передбачив існування квантового розмірного ефекту в металах, встановив зв'язок осциляцій де Гааза - ван Альфена магнітних властивостей металів з формою їх поверхні Фермі (формула Ліфшиця — Косевича) . 

## Монографії
- Основы механики кристаллической решетки. Москва, 1972;
- Дислокации в теории упругости. Київ, 1978;
- Физическая механика реальных кристаллов. Київ, 1981;
- Нелинейные волны намагниченности. Топологические и динамические солитоны. Київ, 1983 (у співавторстві);
- Теория кристаллической решетки. Харків, 1988;
- Введение в нелинейную физическую механику. Київ, 1989 (у співавторстві);
- Обратимая пластичность кристаллов. Москва, 1991 (у співавторстві; англійський переклад — Reversible Crystal Plasticity. New York, 1994);
- The Crystal Lattice: Phonons, Solitons, Dislocations, Superlattices. Weinheim, 2005 (у співавторстві).

## Відзнаки
- Заслужений діяч науки і техніки України з 1997 року;
- премії:
  - Державна премія УРСР у галузі науки і техніки (1978, за цикл робіт з теорії неідеальних кристалів)[8];
  - Державна премія України у галузі науки і техніки (2001, за нові фізичні ефекти в сильно анізотропних напівпровідниках і прилади на їхній основі[9]);
  - Премія НАН України імені К. Д. Синельникова за 1999 рік.[6]